# Isomma hieroglyphicum
Isomma hieroglyphicum é uma espécie de libelinha da família Gomphidae.
É endémica de Madagáscar.